# Wartkowice
Wartkowice  (deutsch Wartkowice, 1943–1945 Heldenruh) ist ein Dorf und Sitz der gleichnamigen Gemeinde im Powiat Poddębicki der Woiwodschaft Łódź, Polen.

## Verkehr
Der Dienstbahnhof Kłudna an der Bahnstrecke Chorzów–Tczew liegt im Gemeindegebiet.

## Gemeinde
Zur Landgemeinde Wartkowice gehören 41 Ortsteile mit einem Schulzenamt:
| Biała Góra Biernacice Bronów Bronówek Chodów Drwalew Dzierżawy Grabiszew Kiki Kłódno (1943–1945 Kluden) Konopnica | Krzepocinek Łążki Mrówna Ner Nowa Wieś Nowy Gostków Orzeszków-Starzyny Parądzice Pauzew-Borek Pełczyska | Plewnik Drugi Polesie Powodów Trzeci Saków Sędów Spędoszyn Spędoszyn-Kolonia Stary Gostków Sucha Światonia | Truskawiec Tur Ujazd Wartkowice Wierzbowa Wola-Dąbrowa Wólka Wólki Zalesie Zelgoszcz |

Weitere Ortschaften der Gemeinde sind Brudnówek, Jadwisin, Lewiny, Nasale, Plewnik Pierwszy, Powodów Pierwszy, Powodów Drugi, Starzyny, Wierzbówka, Wilkowice, Wola Niedźwiedzia, Zacisze und Zawada.
In Wartkowice wurde der Dirigent, Chorleiter, Organist und Pianist Władysław Raczkowski (1893–1959) geboren.

## Verweise